# Craterul Île Rouleau
Île Rouleau este un crater de impact meteoritic în Baie-James, Quebec, Canada, localizat pe o mică insulă nelocuită din Lacul Mistassini în centrul provinciei.

## Date generale
Are 4 km în diametru și are vârsta estimată la mai puțin de 300 milioane ani (Permian sau mai devreme). O parte din crater este expus la suprafață iar restul se află sub apele lacului.